# الزنا في القانون الفلسطيني
الزنا أو الفحشاء لغةً ( بالانجلزية:adultery): هو مصطلح يشير إلى إقامة علاقة جنسية بين شخصين بدون زواج، ويعتبر الزنا في عدة أديان فعلاً محرماً وغير أخلاقي ولا ديني، لكن ممارسة الزنى تتفاوت أهميتها ما بين الثقافات والمجتمعات، بينما هناك العديد من الأشخاص يعارضون استخدام هذا المصطلح ويفضلون استخدام مصطلح «الجنس خارج العلاقة الزوجية».
أما المفهوم القانوني لجريمة الزنا، فجريمة الزنا وفق قانون العقوبات الأردني رقم (16) لسنة 1960: إتصال جنسي كامل وطبيعي (الإيلاج) يقع ما بين ذكر وأنثى لا يحلا لبعضهما وغير محرما على بعضهما وبرضاءٍ صحيح منهما، وتجد الإشارة إلى أن هذا التعريف جاء من خلال التوفيق ما بين النصوص حيث لم يتم النص على التعريف صراحةً.

#### “جريمة الزنا” وفق مشروع قانون العقوبات الفلسطيني
تقوم جريمة الزنا إذا مارس شخص متزوج رجلا أو امرأة اتصالا جنسياً بغير زوجه وكان ذلك برضاهما ويفترض علم الجاني بقيام الزوجية ما لم يثبت من جانبه أنه لم يكن بمقدوره بحال العلم بها.

## مدلول جريمة الزنا
مدلول جريمة الزنا في قانون العقوبات الأردني رقم (16) لسنة 1960: النصوص التي تنظم جريمة الزنا في هذا القانون هي نصوص ذكورية أي تحابي الذكر والدليل على ذلك أنها بدأت في خطاب المرأة وأيضاً أنها تلاحق المرأة على جريمة الزنا في كل الحالات سواء أكانت متزوجة أم غير متزوجة وفي أي مكان بينما الزاني (* غير الشريك)  لا يلاحق على جريمة الزنا إلا إذا كان متزوجاً وبشروط محددة سيتم التطرق لها فيما سيتقدم.

#### مدلول “جريمة الزنا” في مشروع قانون العقوبات الفلسطيني:
ساوى بين الرجل والمرأة في الملاحقة على الجريمة الزنا في ذات العقوبة وذات الشروط إضافة إلى أنه منح الطرفين ذات الظرف المخفف في القتل والإيذاء على خلفية التلبس بالزنا.

## صور جريمة الزنا

### أولاً – صور جريمة الزنا وفقاً لقانون العقوبات الأردني رقم (16) لسنة 1960
1) زنا المرأة وتم النص عليه في المادة (282/1) من القانون بالشروط الأتية:
1. اتصال جنسي كامل وطبيعي (سلوك الإيلاج).
2. قامت به إمرأة مع رجل غير محرمٍ عليها ولا يحل لها.
3. تم هذا الإتصال برضاءٍ منهما، وفي هذا الشرط نورد الإنتقاد الأتي : النص هذا معيب حيث أنه ذكر برضاءٍ “منها” وليس ” منهما” وفي ذلك فإنه إذا إنتفى رضاء الرجل نخرج من وصف الزنا إلى وصف “هتك العرض”.
4. لا يشترط أن تكون المرأة متزوجة أو غير متزوجة حيث يتحقق الوصف في الحالتين.

الركن المعنوي للجريمة في هذه الصورة:
- جريمة قصدية تقوم على القصد العام أي علم المرأة أنها تمارس العلاقة الجنسية الكاملة والطبيعية مع ذكرٍ لا يحل لها وغير محرمٍ عليها وأن هذا الإتصال قد تم برضاءٍ صحيح منها.
- لا تقوم على القصد الخاص أي لا يعتد بالباعث في هذه الجريمة.

العقوبة المترتبة على هذه الصورة: حبس من ستة أشهر إلى سنتين وتعتبر من نوع جنحة.
2) زنا الشريك، وهذه الصورة:
مرتبطة بالصورة الأولى فلا يمكن الحديث عن إحداهما دون الأخرى وشروط هذه الصورة
1. إتصال جنسي كامل وطبيعي (الإيلاج).
2. قام به الرجل (الشريك) مع إمرأة لا تحل له شرعاً وغير محرمةٍ عليه.
3. تم هذا الإتصال برضاءٍ منهما.
4. إذا كان الشريك متزوج يعاقب بذات العقوبة للمرأة الزانية، وفي حال لم يكن متزوج تخفض العقوبة لتصبح (الحبس من ثلاث أشهر إلى سنة).

الركن المعنوي لهذه الصورة:
- جريمة قصدية تقوم على القصد العام أي علم الشريك أنه بمارس العلاقة الجنسية الكاملة والطبيعية مع  إمرأة لا تحل له شرعاً وغير محرمةٍ عليها وأن هذا الإتصال قد تم برضاءٍ صحيح منهما
- لا تقوم على القصد الخاص أي لا يعتد بالباعث في هذه الجريمة.

ملاحظة: لا يوجد زنا شريكة الرجل المتزوج في هذا القانون، لكن مشروع قانون العقوبات نص على الشريك رجلاً أو إمرأة وبالتالي يوجد زنا الشريكة.
3) زنا الرجل المتزوج، وقد ورد النص عليه في المادة (283) من القانون بتوفر الشروط الأتية:
1. إتصال جنسي كامل وطبيعي وأن يقوم بهذا الإتصال رجل متزوج، ومن يحدد صفة الجاني إذا كان متزوج أم لا هو قانون الأحوال الشخصية، حيث عند إرتكابه للفعل كان طرف في عقد نكاح صحيح مع فتاة أخرى فإن الوصف يتحقق.
2. أن يكون مع أنثى لا  تحل له شرعاً وغير محرمة عليه.
3. أن يكون هذا السلوك تم برضاءٍ صحيح منهما.
4. أن يكون إرتكب الزنا بإحدى الصورتيين:

- الزنا في منزل الزوجية: أي المنزل الذي أعتاد هذا الرجل أن يساكن به زوجته، وفي تحديد منزل الزوجية سواء أكان منزلاً واحدً أو أكثر وحتى لو قام الزاني بشراء منزلاً دون علم زوجته ومارس به العلاقة الجنسية غير المشروعة فإن الوصف يتحقق سنداً لما تواتر عليه القضاء الفلسطيني والذي برر ذلك بأنه حتى لو لم يساكن زوجته فعلاً فيه إلا أنه هنالك إحتمالية لمساكنتها فيه ولا تندرج الغرف والشقق الفندفية تحت مصطلح منزل الزوجية.
- أن يتخذ خليلة جهاراً: والمقصود بالخليلة هي علاقة حميمة تدل في ظاهرها على أنه يوجد هناك إتصالاً جنسياً، ومثال ذلك أن يأخذ عشيقة له جهاراً ويذهبان لإحدى الغرف الفندقية بإستمرار، فهنا يتحقق الوصف، لكن في حال كان له “عشيقة” سراً فإن الوصف لا يتحقق.

والعلنية مرتبطة بعلم الزوجة لإن هذه الدعوى لا يمكن تحريكها إلا من قبل الزوجة، ويتم ذلك من خلال :
1. تصريح الزوج بذلك.
2. أن تكون الزوجة قد رأته مع هذه (العشيقة).
3. أن يكون الناس قد رأوه وأخبروا زوجته.

الركن المعنوي لهذه الصورة:
تقوم على القصد العام أي علم الرجل المتزوج أنه يمارس العلاقة الجنسية الغير مشروعة مع أمرأة لا تحل له شرعاً وإرادة متجهة لتحقيقها .

### ثانياً – الصور وفقاً لمشروع قانون العقوبات الفلسطيني
1) صورة “زنا الزوج” ومصطلح الزوج يشمل كل من الزوج والزوجة، وحتى يتحقق هذا الوصف لا بد من توافر الشروط الأتيه:
1. إتصال جنسي كامل وطبيعي بين “الزاني المتزوج والشريك”[7].
2. تم هذا الإتصال الجنسي برضاءٍ منهما.
3. ويفترض علم الشريك بأن من يمارس معه العلاقة الجنسية غير المشروعة هو شخص متزوج، ما لم يثبت الشريك عدم علمه بذلك.

الركن المعنوي لهذه الصورة من الجريمة:
1. تقوم هذه الجريمة على القصد العام أي علم الزاني بأن العلاقة الجنسية غير مشروعة تمارس مع شخص لا يحل له شرعا وغير محرمٍ عليه وإرادة متجهة لتحقيقها.
2. تقوم هذه الجريمة على القصد المحدد بالنسبة للشريك أي علمه بأنه يمارس العلاقة الجنسية غير المشروعة مع شخص متزوج.

العقوبة: الحبس لمة تنقص عن سنتين .
2) زنا المرأة التي بلغت الثامنة عشر من عمرها وفقاً للشروط الأتية سنداً لنص المادة (460) من المشروع:
1. أتصال جنسي كامل وطبيعي بين رجل وأمرأة بلغت الثامنة عشر من عمرها.
2. تم هذا الإتصال الجنسي برضاءهما .

1. أن تكون هذه المرأة غير محرمة على هذا الرجل.
2. أن يضبط الرجل متلبساً.

العقوبة: تكون الحبس أو الغرامة.

## الحالات التي تسقط بها دعوى جريمة الزنا

#### وفقاً لقانون العقوبات رقم (16) لسنة 1960
1. بعد مرور ثلاثة أشهر من علم الزوج أو الولي بوقوع الزنا.
2. إذا عقد زواج صحيح بين الزانية والشريك [10].
3. إذا رد الزوج زوجته الزانية.
4. بوفاة الزوج أو الولي .
5. بعد مرور ثلاثة سنوات على أرتكاب جريمة الزنا بوصفها جنحة.
6. بعد مرور أربعة أشهر من طلاق المرأة الزانية.

#### وفقاً لمشروع قانون العقوبات الفلسطيني
1. تنازل الزوج المجني عليه الشاكي عن شكواه وتجدر الإشارة إلى أن التنازل يكون في أي مرحلة.
2. رضاء الزوج المجني عليه معاشرة زوجه الزاني (تسقط الدعوى والعقوبة).
3. إذا أوقف أحدٌ من أولاد الزوج المجني عليه الشاكي الدعوى بعد وفاته.

## الحالات التي تستثنى من جريمة الزنا
1. الإتصال الجنسي الطبيعي والكامل ما بين ذكر وأنثى تقل عن 15 عاماً برضاها، حيث تخرج الجريمة من وصف الزنا إلى “الإغتصاب”، وذلك لإن المشرع الأردني أعتبر أن سن الزواج هو الخامسة عشر وذلك وفقاً لقانون الأحوال الشخصية. ملاحظة: في حال كانت الملامح الجسمية للأنثى التي يقل عمرها عن خمسة عشر توحي بأن عمرها أكبر من ذلك، فإن هذا الوصف لا يعتد به، ويتم الاأخد فقط بالسن المحدد في شهادة الميلاد.

1. الأتصال الجنسي الكامل والطبيعي ما بين الفروع والأصول برضاء الطرفين حيث تخرج الجريمة من وصف الزنا إلى وصف السفاح.
2. الإتصال الجنسي الكامل والطبيعي ما بين أنثى يترواح عمرها ما بين الخامسة عشر إلى الثامنة عشر برضاها وذكر له سلطة عليها يخرج الوصف من جريمة الزنا إلى جريمة الأغتصاب. والمقصود بصاحب السلطة: هو الشخص الموكل بملاحظة الفتاة وتربيتها والسبب الذي جعل هذه الجريمة تأخذ وصف الأغتصاب هو تأثير صفة الذكر في هذه الحالة والذي جعل الفتاة بحالة عدم إتزان نفسي مما دفعها لقبول ممارسة العلاقة الجنسية معه، وقد يكون صاحب السلطة هو وليها و معلمها في المدرسة وغيرهم.